# Tuffi ai Giochi della VIII Olimpiade - Piattaforma alta maschile
La competizione della piattaforma alta maschile  di tuffi ai Giochi della VIII Olimpiade si tenne i giorni 19 e 20 luglio 1924 alla Piscine de Tourelles.

## Risultati

### Turno eliminatorio
Primi tre in ogni gruppo avanzarono alla finale. Quattro tuffi, due obbligatori e due liberi.
| Pos. | Atleta              | Nazione       | Giudici                | Giudici                | Giudici              | Giudici              | Giudici                  | Giudici                  | Giudici            | Giudici            | Giudici           | Giudici           | Punti Ordinali | Punti Totali |
| Pos. | Atleta              | Nazione       | Stati Uniti (bandiera) | Stati Uniti (bandiera) | Finlandia (bandiera) | Finlandia (bandiera) | Gran Bretagna (bandiera) | Gran Bretagna (bandiera) | Francia (bandiera) | Francia (bandiera) | Svezia (bandiera) | Svezia (bandiera) | Punti Ordinali | Punti Totali |
| Pos. | Atleta              | Nazione       | PT                     | PO                     | PT                   | PO                   | PT                       | PO                       | PT                 | PO                 | PT                | PO                | Punti Ordinali | Punti Totali |
| ---- | ------------------- | ------------- | ---------------------- | ---------------------- | -------------------- | -------------------- | ------------------------ | ------------------------ | ------------------ | ------------------ | ----------------- | ----------------- | -------------- | ------------ |
| 1    | Dick Eve            | Australia     | 32,0                   | 4,0                    | 35,0                 | 2,0                  | 31,0                     | 1,0                      | 26,0               | 5,5                | 33,0              | 1,0               | 13,5           | 157,0        |
| 2    | Pete Desjardins     | Stati Uniti   | 34,0                   | 1,0                    | 33,0                 | 4,0                  | 28,0                     | 2,5                      | 32,0               | 1,0                | 28,0              | 5,0               | 13,5           | 155,0        |
| 3    | Raymond Vincent     | Francia       | 32,0                   | 4,0                    | 34,0                 | 3,0                  | 27,0                     | 5,0                      | 31,0               | 2,0                | 31,0              | 3,0               | 17,0           | 155,0        |
| 4    | Erik Adlerz         | Svezia        | 33,0                   | 2,0                    | 31,0                 | 5,5                  | 27,0                     | 5,0                      | 28,0               | 3,0                | 32,0              | 2,0               | 17,5           | 151,0        |
| 5    | Yrjö Valkama        | Finlandia     | 32,0                   | 4,0                    | 36,0                 | 1,0                  | 27,0                     | 5,0                      | 26,0               | 5,5                | 29,0              | 4,0               | 19,5           | 150,0        |
| 6    | Albert Dickin       | Gran Bretagna | 30,0                   | 6,5                    | 31,0                 | 5,5                  | 28,0                     | 2,5                      | 27,0               | 4,0                | 25,0              | 7,0               | 25,5           | 141,0        |
| 7    | Sven Palle Sørensen | Danimarca     | 30,0                   | 6,5                    | 28,0                 | 7,0                  | 21,0                     | 7,5                      | 20,0               | 9,0                | 26,0              | 6,0               | 36,0           | 125,0        |
| 8    | Albert Van Heymbeek | Belgio        | 25,0                   | 8,5                    | 27,0                 | 8,0                  | 19,0                     | 9,0                      | 24,0               | 7,5                | 23,0              | 8,0               | 41,0           | 118,0        |
| 9    | Francisco Ortíz     | Spagna        | 25,0                   | 8,5                    | 26,0                 | 9,0                  | 21,0                     | 7,5                      | 24,0               | 7,5                | 21,0              | 9,0               | 41,5           | 117,0        |

| Pos. | Atleta            | Nazione       | Giudici                | Giudici                | Giudici              | Giudici              | Giudici                  | Giudici                  | Giudici            | Giudici            | Giudici           | Giudici           | Punti Ordinali | Punti Totali |
| Pos. | Atleta            | Nazione       | Stati Uniti (bandiera) | Stati Uniti (bandiera) | Finlandia (bandiera) | Finlandia (bandiera) | Gran Bretagna (bandiera) | Gran Bretagna (bandiera) | Francia (bandiera) | Francia (bandiera) | Svezia (bandiera) | Svezia (bandiera) | Punti Ordinali | Punti Totali |
| Pos. | Atleta            | Nazione       | PT                     | PO                     | PT                   | PO                   | PT                       | PO                       | PT                 | PO                 | PT                | PO                | Punti Ordinali | Punti Totali |
| ---- | ----------------- | ------------- | ---------------------- | ---------------------- | -------------------- | -------------------- | ------------------------ | ------------------------ | ------------------ | ------------------ | ----------------- | ----------------- | -------------- | ------------ |
| 1    | Arvid Wallman     | Svezia        | 32,0                   | 2,5                    | 35,0                 | 1,0                  | 30,0                     | 3,0                      | 31,0               | 1,0                | 37,0              | 1,0               | 8,5            | 165,0        |
| 2    | Clarence Pinkston | Stati Uniti   | 34,0                   | 1,0                    | 32,0                 | 3,0                  | 31,0                     | 1,5                      | 30,0               | 2,0                | 30,0              | 2,5               | 10,0           | 157,0        |
| 3    | Reggie Knight     | Gran Bretagna | 32,0                   | 2,5                    | 34,0                 | 2,0                  | 31,0                     | 1,5                      | 29,0               | 3,5                | 39,0              | 2,5               | 12,0           | 165,0        |
| 4    | Volmer Otzen      | Danimarca     | 29,0                   | 4,0                    | 30,0                 | 4,0                  | 25,0                     | 4,0                      | 26,0               | 6,0                | 28,0              | 4,0               | 22,0           | 138,0        |
| 5    | Georges Garreau   | Francia       | 27,0                   | 5,5                    | 26,0                 | 6,5                  | 22,0                     | 5,0                      | 29,0               | 3,5                | 23,0              | 6,5               | 27,0           | 127,0        |
| 6    | Hugo Koivuniemi   | Finlandia     | 27,0                   | 5,5                    | 26,0                 | 6,5                  | 18,0                     | 6,0                      | 27,0               | 5,0                | 26,0              | 5,0               | 28,0           | 124,0        |
| 7    | Henk Lotgering    | Paesi Bassi   | 24,0                   | 7,0                    | 29,0                 | 5,0                  | 17,0                     | 7,0                      | 23,0               | 7,0                | 23,0              | 6,5               | 32,5           | 116,0        |
| 8    | Antonio de Tort   | Spagna        | 21,0                   | 8,0                    | 18,0                 | 8,0                  | 14,0                     | 8,0                      | 18,0               | 8,0                | 19,0              | 8,0               | 40,0           | 90,0         |

| Pos. | Atleta         | Nazione       | Giudici                | Giudici                | Giudici              | Giudici              | Giudici                  | Giudici                  | Giudici            | Giudici            | Giudici           | Giudici           | Punti Ordinali | Punti Totali |
| Pos. | Atleta         | Nazione       | Stati Uniti (bandiera) | Stati Uniti (bandiera) | Finlandia (bandiera) | Finlandia (bandiera) | Gran Bretagna (bandiera) | Gran Bretagna (bandiera) | Francia (bandiera) | Francia (bandiera) | Svezia (bandiera) | Svezia (bandiera) | Punti Ordinali | Punti Totali |
| Pos. | Atleta         | Nazione       | PT                     | PO                     | PT                   | PO                   | PT                       | PO                       | PT                 | PO                 | PT                | PO                | Punti Ordinali | Punti Totali |
| ---- | -------------- | ------------- | ---------------------- | ---------------------- | -------------------- | -------------------- | ------------------------ | ------------------------ | ------------------ | ------------------ | ----------------- | ----------------- | -------------- | ------------ |
| 1    | Harold Clarke  | Gran Bretagna | 33,0                   | 2,0                    | 32,0                 | 3,0                  | 32,0                     | 1,0                      | 33,0               | 1,5                | 32,0              | 1,5               | 9,0            | 162,0        |
| 2    | Ben Thrash     | Stati Uniti   | 33,0                   | 2,0                    | 31,0                 | 5,0                  | 25,0                     | 2,5                      | 26,0               | 4,0                | 31,0              | 3,5               | 17,0           | 146,0        |
| 3    | John Jansson   | Svezia        | 33,0                   | 2,0                    | 32,0                 | 3,0                  | 24,0                     | 4,5                      | 23,0               | 6,0                | 32,0              | 1,5               | 17,0           | 144,0        |
| 4    | Émile Dauvet   | Francia       | 32,0                   | 4,0                    | 29,0                 | 6,0                  | 25,0                     | 2,5                      | 33,0               | 1,5                | 28,0              | 5,5               | 19,5           | 147,0        |
| 5    | Herold Jansson | Danimarca     | 30,0                   | 5,0                    | 32,0                 | 3,0                  | 24,0                     | 4,5                      | 24,0               | 5,0                | 31,0              | 3,5               | 21,0           | 141,0        |
| 6    | Jussi Elo      | Finlandia     | 29,0                   | 6,0                    | 33,0                 | 1,0                  | 22,0                     | 6,0                      | 29,0               | 3,0                | 28,0              | 5,5               | 21,5           | 141,0        |
| 7    | Santiago Ulio  | Spagna        | 28,0                   | 7,0                    | 23,0                 | 7,0                  | 13,0                     | 7,0                      | 17,0               | 8,0                | 21,0              | 7,0               | 36,0           | 102,0        |
| 8    | Henk Hemsing   | Paesi Bassi   | 25,0                   | 8,0                    | 20,0                 | 8,0                  | 12,0                     | 8,0                      | 20,0               | 7,0                | 17,0              | 8,0               | 39,0           | 94,0         |

### Finale
Quattro tuffi, due obbligatori e due liberi.
| Pos.    | Atleta            | Nazione       | Giudici                | Giudici                | Giudici              | Giudici              | Giudici                  | Giudici                  | Giudici            | Giudici            | Giudici           | Giudici           | Punti Ordinali | Punti Totali |
| Pos.    | Atleta            | Nazione       | Stati Uniti (bandiera) | Stati Uniti (bandiera) | Finlandia (bandiera) | Finlandia (bandiera) | Gran Bretagna (bandiera) | Gran Bretagna (bandiera) | Francia (bandiera) | Francia (bandiera) | Svezia (bandiera) | Svezia (bandiera) | Punti Ordinali | Punti Totali |
| Pos.    | Atleta            | Nazione       | PT                     | PO                     | PT                   | PO                   | PT                       | PO                       | PT                 | PO                 | PT                | PO                | Punti Ordinali | Punti Totali |
| ------- | ----------------- | ------------- | ---------------------- | ---------------------- | -------------------- | -------------------- | ------------------------ | ------------------------ | ------------------ | ------------------ | ----------------- | ----------------- | -------------- | ------------ |
| Oro     | Dick Eve          | Australia     | 34,0                   | 1,5                    | 35,0                 | 1,0                  | 32,0                     | 1,5                      | 25,0               | 7,5                | 34,0              | 2,0               | 13,5           | 160,0        |
| Argento | John Jansson      | Svezia        | 32,0                   | 4,0                    | 32,0                 | 2,0                  | 28,0                     | 3,0                      | 28,0               | 4,5                | 37,0              | 1,0               | 14,5           | 157,0        |
| Bronzo  | Harold Clarke     | Gran Bretagna | 32,0                   | 4,0                    | 30,0                 | 3,5                  | 32,0                     | 1,5                      | 32,0               | 2,5                | 32,0              | 4,0               | 15,5           | 158,0        |
| 4       | Ben Thrash        | Stati Uniti   | 34,0                   | 1,5                    | 29,0                 | 5,0                  | 26,0                     | 5,0                      | 27,0               | 6,0                | 29,0              | 6,0               | 23,5           | 145,0        |
| 5       | Raymond Vincent   | Francia       | 29,0                   | 6,5                    | 28,0                 | 6,5                  | 26,0                     | 5,0                      | 32,0               | 2,5                | 29,0              | 6,0               | 26,5           | 144,0        |
| 6       | Pete Desjardins   | Stati Uniti   | 32,0                   | 4,0                    | 28,0                 | 6,5                  | 23,0                     | 7,5                      | 35,0               | 1,0                | 23,0              | 9,0               | 28,0           | 141,0        |
| 7       | Reggie Knight     | Gran Bretagna | 29,0                   | 6,5                    | 25,0                 | 9,0                  | 26,0                     | 5,0                      | 28,0               | 4,5                | 29,0              | 6,0               | 31,0           | 137,0        |
| 8       | Arvid Wallman     | Svezia        | 28,0                   | 8,5                    | 30,0                 | 3,5                  | 23,0                     | 7,5                      | 22,0               | 9,0                | 33,0              | 3,0               | 31,5           | 136,0        |
| 9       | Clarence Pinkston | Stati Uniti   | 28,0                   | 8,5                    | 26,0                 | 8,0                  | 21,0                     | 9,0                      | 25,0               | 7,5                | 25,0              | 8,0               | 41,0           | 125,0        |